# Топкинская
Топкинская (сибирскотат. 
Тәпкен) — деревня в Тобольском районе Тюменской области России, входит в состав Лайтамакского сельского поселения.
Находится недалеко от реки Носка, в 72 км от города Тобольска. Расположена в регионе Заболотье.  
Дороги проселочные, грунтовые, деревня считается трудно доступной.  
В деревне были заболевшие гаффской болезнью.

## Население
| 2010 |
| ---- |
| 105  |